# Badri Bitsadze
Badri Revazis dze Bitsadze (georgiska: ბადრი რევაზის ძე ბიწაძე, Badri Revazis dze Bits'adze, född 27 april 1960 i Tjiatura, är en georgisk militär. Han var tidigare chef över Georgiens gränspolis. Han har titeln generallöjtnant. Han är gift med den tidigare talmannen i Georgiens parlament och numer oppositionsledaren Nino Burdzjanadze. 

## Arrestering
Tidigt i juni år 2011 arresterades Bitsadze av georgisk polis, anklagad för att ligga bakom protesterna i Georgien 2011.